# Rodrigo Rojas
Juan Rodrigo Rojas Ovelar (ur. 9 kwietnia 1988 w Fernando de la Mora) – paragwajski piłkarz występujący najczęściej na pozycji lewego pomocnika. Od 2019 roku zawodnik Club Olimpia, występującego w Primera división paraguaya.